# Gajówka (Żołynia)
Gajówka – przysiółek wsi Żołynia położony w Polsce, w województwie podkarpackim, w powiecie łańcuckim, w gminie Żołynia.
W latach 1975–1998 miejscowość administracyjnie należała do województwa rzeszowskiego.